# 舻作站

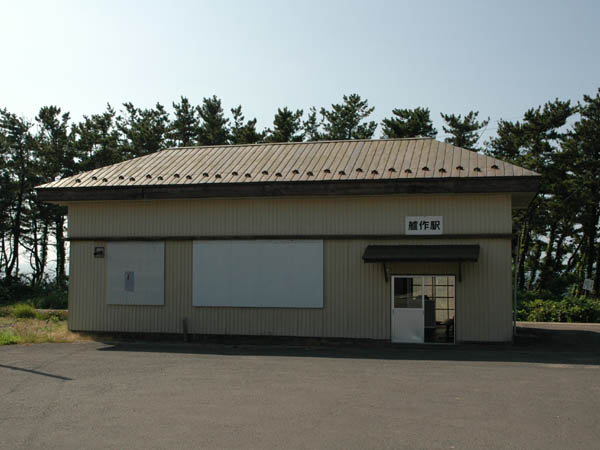
旧站房

舻作站（日语：／ Henashi eki */?）位于青森县西津轻郡深浦町大字舮作字下清泷，是东日本旅客铁道（JR東日本）管辖的五能线上的鐵路車站。是青森县最西端车站。
本站只有普通列车停靠。曾停靠临时快速“Resort白神”，在WeSPa椿山站开业后，该列车改为通过不停车。

## 历史
- 1936年7月30日 - 作为国铁车站投入运营[1]。
- 1971年10月1日 - 车站无人化。
- 1987年4月1日 - 国铁分割民营化后成为JR东日本车站。
- 2010年
  - 4月1日 - 管理站由深浦站变为五所川原站。
  - 11月份 - 新站房投入使用。

## 车站结构
侧式站台1台1线的地上车站。原为侧式站台2台2线，无人化改造时去掉了会让线。
东北新干线新青森站开业时，于2010年重建了老旧站房。新站房为木质，总建筑面积9.3平方米，以“北前船与五能线之海”为主题，外壁蓝色涂装，入口采用了船形装饰。室内装饰材料使用了秋田衫。
五所川原站管理的无人车站。

## 相邻车站
東日本旅客铁道
■五能线
□快速
通过
■普通
WeSPa椿山－舻作－横矶